# Рон Лапойнт Трофи
Рон Лапойнт Трофи (англ. Ron Lapointe Trophy) — приз, ежегодно вручаемый лучшему тренеру Главной юниорской хоккейной лиги Квебека (QMJHL).

## Победители
Выделены тренеры так же получавшие в этом сезоне трофей «Брайан Килри Эворд» лучшему тренеру года CHL.
- 2023-24 Жан-Франсуа Грегуар, Бе-Комо Драккар
- 2022-23 Стефан Жюльен (2), Шербрук Финикс
- 2021-22 Джим Халтон (2), Шарлоттаун Айлендерс
- 2020-21 Джим Халтон (1), Шарлоттаун Айлендерс
- 2019-20 Стефан Жюльен (1), Шербрук Финикс
- 2018-19 Марио Пулио, Руэн-Норанда Хаскис
- 2017-18 Жоэль Бушар (2), Бленвиль-Буабриан Армада
- 2016-17 Дэнни Флинн, Сент-Джон Си Догз
- 2015-16 Жиль Бушар, Руэн-Норанда Хаскис
- 2014-15 Жоэль Бушар (1), Бленвиль-Бойсбриан Армада
- 2013-14 Эрик Вейлю, Бе-Комо Дрэккэр
- 2012-13 Доминик Дюшарм, Галифакс Мусхэдс
- 2011-12 Жан-Франсуа Уль, Бленвиль-Бойсбриан Армада
- 2010-11 Жерар Галлан (2), Сент-Джон Си Догз
- 2009-10 Жерар Галлан (1), Сент-Джон Си Догз
- 2008-09 Дэнни Флинн, Монктон Уайлдкэтс
- 2007-08 Паскаль Винсен, Кейп-Бретон Скримин Иглз
- 2006-07 Клемент Джодоин (2), Льюистон Мэйниакс
- 2005-06 Андре Туриньи, Руэн-Норанда Хаскис
- 2004-05 Ришар Мартель (2), Шикутими Сагенинс
- 2003-04 Бенуа Гру, Гатино Олимпикс
- 2002-03 Шон МакКензи, Галифакс Мусхэдс
- 2001-02 Рил Паймент, Акади-Бэтхёрст Тайтан
- 2000-01 Денис Франкёр, Шавиниган Катарактез
- 1999-00 Дорис Лабонте, Римуски Осеаник
- 1998-99 Ги Шуинар (3), Квебек Ремпартс
- 1997-98 Ги Шуинар (2), Квебек Ремпартс
- 1996-97 Клемент Джодоин (1), Галифакс Мусхэдс
- 1995-96 Жан Проново, Шавиниган Катарактез
- 1994-95 Мишель Террьен, Лаваль Титан Колледж Франсе
- 1993-94 Ришар Мартель (1), Сен-Иасент Лэйзер
- 1992-93 Ги Шуинар (1), Шербрук Фауконс